# Their Interest in Common
Their Interest in Common è un cortometraggio muto del 1914 diretto da Rollin S. Sturgeon e sceneggiato da Rosalie S. Jacoby

## Produzione
Il film fu prodotto dalla Vitagraph Company of America.

## Distribuzione
Distribuito dalla General Film Company, il film - un cortometraggio di 200 metri - uscì nelle sale cinematografiche statunitensi l'8 gennaio 1914. Nelle proiezioni, veniva programmato con il sistema dello split reel, accorpato in un'unica bobina con un altro cortometraggio prodotto dalla Vitagraph, il documentario Montana State Fair.